# Amsterdam Bijlmer ArenA
Amsterdam Bijlmer ArenA – stacja kolejowa w Amsterdamie, w prowincji Holandia Północna, w Holandii. Stacja jest zlokalizowana w pobliżu Amsterdam ArenA.
| Amsterdam Bijlmer ArenA     |  |                                       |
| Linia                       |  |                                       |
| Duivendrechtodległość: 2 km |  | Amsterdam Holendrecht odległość: 2 km |